# 1822 Waterman
1822 Waterman è un asteroide della fascia principale. Scoperto nel 1950, presenta un'orbita caratterizzata da un semiasse maggiore pari a 2,1700139 UA e da un'eccentricità di 0,1530228, inclinata di 0,95371° rispetto all'eclittica.
L'asteroide è dedicato al fisico statunitense Alan Tower Waterman (1892-1967), primo direttore della National Science Foundation.